# Botrychium boreale x lunaria
Botrychium boreale x lunaria là một loài dương xỉ trong họ Ophioglossaceae. Loài này được Holmberg mô tả khoa học đầu tiên năm 1922.
Danh pháp khoa học của loài này chưa được làm sáng tỏ. 